# Premija
Premija (Премия) è un film del 1974 diretto da Sergej Mikaėljan.

## Trama
Il film si svolge nell'arco di un'ora e mezza o due ore in una stanza, dove si svolge un'insolita riunione del comitato di partito di un fondo edile. All'ordine del giorno c'è il rifiuto di un'intera brigata di costruttori dal bonus per falsi risultati di lavoro!